# Schrittbegrenzung
Unter der Schrittbegrenzung versteht man im Tanzsport einen festen Katalog von Schrittfolgen, die in den unteren Startklassen (D- und C-Klasse im Deutschen Tanzsportverband) eines Tanzturnieres erlaubt sind. Er soll verhindern, dass einzelne Paare durch systematisches Einstudieren einiger schwieriger Figuren sich bei den Wertungsrichtern einen besseren Eindruck verschaffen und so der tänzerische Gesamteindruck, der im Vordergrund stehen sollte, nicht mehr gewürdigt wird. So ist zum Beispiel die Doppelte Chase im Tango nicht erlaubt.
Ziel ist es, bei Anfängern im Turniersport die Grundlagen der Tänze in den Vordergrund zu stellen, um so sicherzustellen, dass auch in den höheren Startklassen auch bei einem hohen Anteil von Posen und Showeinlagen langfristig Grundlagenkenntnisse der Tänze erhalten bleiben.
Auf Tanzsportturnieren werden zu diesem Zwecke Figurenkontrollkommissionen (FKK) eingesetzt.
In den Standardtänzen dient als Grundlage der Schrittbegrenzung im Bereich des Deutschen Tanzsportverbandes die jeweils letzte Ausgabe des von der Imperial Society of Teachers of Dancing (ISTD) herausgegebenen Buches The Ballroom Technique.
In den latein-amerikanischen Tänzen wird das Buch The Laird Technique of Latin Dancing von Walter Laird einschließlich des Ergänzungsbandes (Supplement) als Grundlage der Schrittbegrenzung verwendet.